# Colòmbia ameríndia

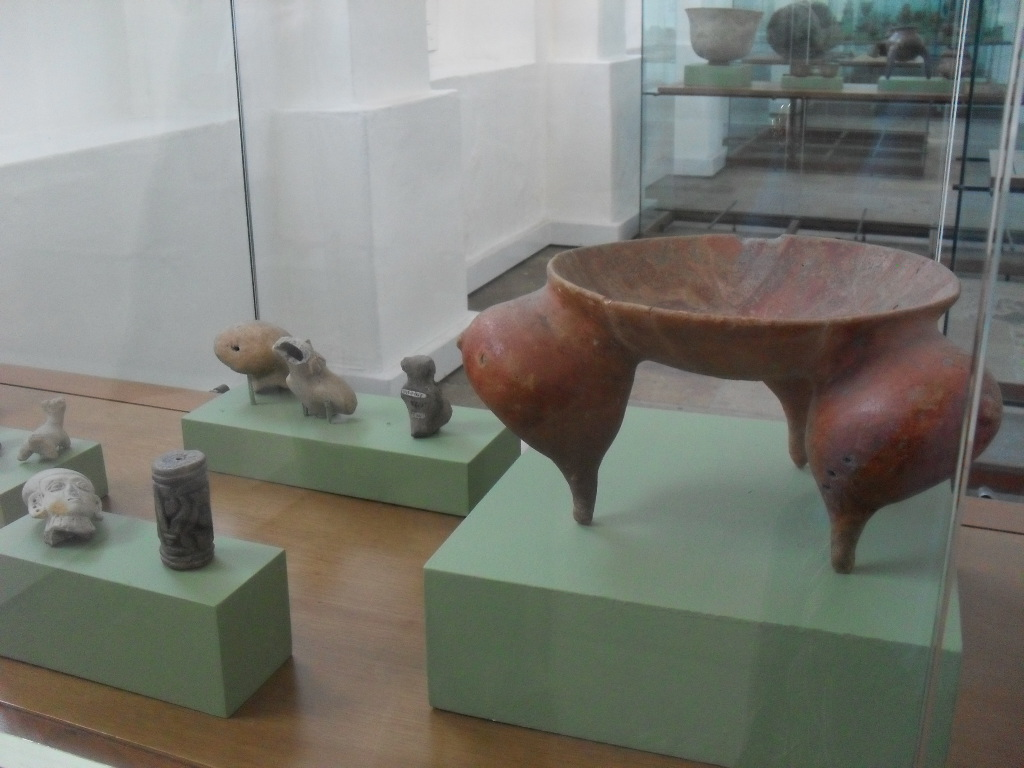
Ceràmica ameríndia colombiana

L'època ameríndia precolombina es refereix al període històric de Colòmbia anterior a la invasió espanyola. El terme Amèrica precolombina es refereix als pobles que habitaven Amèrica abans de l'arribada de Cristòfor Colom el 1492, però aplicat exclusivament a les antigues colònies espanyoles al continent, la qual cosa hui coneixem com Llatinoamèrica.
Els primers habitants del territori colombià arribaren fa uns 20.000 anys des del nord del continent, travessant l'istme de Panamà i entrant per la regió del Darien. Altres habitants hi arribaren en onades migratòries per l'oceà Pacífic procedents probablement de la Polinèsia.
Les troballes arqueològiques més antigues han aparegut als abrics rocosos de Chiribiquete, on es dataren pintures rupestres de fins a 19510 ae. S'han trobat jaciments arqueològics de l'etapa arcaica en diferents llocs de Colòmbia. A San Jacinto es trobaren mostres de ceràmica que daten de 3000 ae; a Monsú es descobriren assentaments adaptats a la vida costanera caracteritzats per ser recol·lectors de mol·luscs amb una antiguitat de 3350 ae i 1300 ae; a la regió amazònica s'ha trobat un jaciment en què s'evidencia l'agricultura cap a l'any 2700 ae. A la costa Carib s'han trobat proves de llogarets ja organitzats socioculturalment del formatiu inferior cap a la culminació del segon mil·lenni ae. A Malambo, prop de la costa del mar Carib, aparegueren registres de ceràmica antropomorfa, zoomorfa i de cultius que daten de 1120 ae.

## Poblament de Colòmbia
- Paleoindi: (17000 ae-7000 ae): els pobladors eren nòmades i s'organitzaven en bandes. Habitaven en refugis rocosos i dominaven el foc. S'alimentaven de fruits i animals. Elaboraven eines de pedres i os. Les troballes arqueològiques més antigues se n'han trobat als abrics rocosos de Chiribiquete, amb pictografies rupestres de fins a 19510 anys ae. A Pubenza (Tocaima, Cundinamarca) aparegueren vuit objectes en una capa estratigràfica datada del 16400 ae. A El Jordán, Roncesvalles (Tolima), la presència humana ha estat datada del 12900 ae. Als abrics rocosos d'El Abra, a l'est de Zipaquirá, a la Sabana de Bogotà es trobaren instruments lítics el 1967, datats del 10460 ae ± 160. Altres troballes del paleoindi han aparegut a Tibitó, Tequendama (Cundinamarca), Puerto Nare (Antioquia), San Isidro (Popayán) La Palestina (Yondó) i La Morena (Medellín). Aquestes troballes a l'interior del país signifiquen que les migracions paleoíndies arribaren a Sud-amèrica anys abans a les dates fins ara registrades.[1][3][4][5][6]

- Arcaic (7000 ae-1200 ae): baixaren les temperatures i els pobladors hagueren de canviar les formes de subsistència: caçaven petites espècies animals, pescaven, recollien mol·luscs i fruita silvestre. Habitaven a la riba de llacs, mars i rius. Desenvoluparen un estil de vida seminòmada basat en l'agricultura, que consistia en el cultiu d'arrels tropicals (fruita tropical).

- Formatiu inferior (1200 ae– 500): els pobladors migraren cap a l'interior de la vall del riu Magdalena. Les principals troballes arqueològiques apareixen a Malambo, Momil i San Agustín.

- Formatiu mitjà (500 de-s. XVI): hi hagué un augment de la població i s'hi establí una organització política basada en la reunió de diversos llogarets sota la figura del cacic. Les principals cultures d'aquest període foren: Calima, Quimbaya, San Agustín i Tierradentro.

- Formatiu superior (s. XVI): època de gran desenvolupament per als muisques i els tairones. Construïren llogarets i centres cerimonials, assoliren un sistema de producció agrícola. En aquest període arribaren els espanyols.

### Sabana de Bogotà
A Pubenza (Tocaima, Cundinamarca) aparegueren vuit objectes en una capa estratigràfica datada del 16400 ae. A El Jordán, Roncesvalles (Tolima), la presència humana s'ha datada del 12900 ae. Als abrics rocosos d'El Abra, a l'est de Zipaquirá, a la Sabana de Bogotà aparegueren instruments lítics el 1967, datats del 10460 ae ± 160. Aquesta troballa al centre de l'estat significa que les migracions paleoíndies arribaren a Sud-amèrica abans d'aquestes dates.
A la Sabana de Bogotà es trobaren a l'abric de Tequendama eines de pedra elaborades amb cura, com raspadors, ganivets laminars i puntes de projectil, que daten d'un mil·lenni abans. Les elaboraren grups de caçadors especialitzats, dels quals amb prou feines s'han trobat cinc falanges. Del 7500 ae i 6500 ae provenen menys objectes de pedra, però hi apareixen javelines i altres objectes de fusta, així com molts instruments d'os d'animal i també ossos humans calcinats. S'hi troben esquelets complets del 5000 ae, d'un tipus físic diferent al dels muisques, que arribaren posteriorment a la zona.
A la vall d'El Abra, al sud-oest de la ciutat de Zipaquirá s'han trobat registres culturals associats al plistocé tardà a Colòmbia, que daten del 10460 ae ± 160. Els objectes són coneguts com a abrians, i inclouen diferents tipus de raspadors (laterals, terminals discoïdals, convexos), i fulles elaborades sobre lloses. Les més antigues evidències humanes trobades en aquest lloc corresponen a ascles i objectes que inclouen dos talladors sense dates de C-14, però l'edat dels quals podria ser major que tretze mil anys amb base en dates obtingudes per a la unitat cultural immediatament superior.
A Tibitó, municipi de Tocancipá, amb datacions a partir del 9740 ae, aparegueren objectes abrians com ara instruments de tall, raspadors i instruments d'os i banya que s'interpreten com ganivets i perforadors.
Durant l'holocé mitjà (de 5500 ae a 1000 ae), les evidències arqueològiques trobades a Aguazuque, al sud-oest de la Sabana de Bogotà, al municipi de Soacha, permeten reconéixer que grups de caçadors, recol·lectors i plantadors s'establiren en les terrasses i elevacions lliures d'inundacions. A Zipacón són recognoscibles evidències d'agricultura i terrisseria que daten del 1270 ae.

### Altres regions
A Bahía Gloria es replegaren objectes lítics, com còdols i unes poques ascles que recorden els tipus abrians de la plana de Bogotà. Un dels objectes descoberts mostra fractura en el peduncle i recorda les puntes de projectil conegudes com a cua de peix, trobades també a Panamà i Costa Rica. A la Cova de los Murciélagos, a Bahía Gloria, aparegué una punta triangular amb peduncle acanalat de base còncava, semblant a altres trobades a Restrepo (Valle) i Antioquia.
A Pamares, al sud-oest de Cartagena d'Índies, es trobà un complex lític descrit per Reichel-Dolmatoff (1985), que presenta característiques abrianes; i trets semblants s'identifiquen en objectes de Puerta Roja i Villa Mary també al Departament de Bolívar, a la Regió Carib.
A la regió de l'Alt Sinú (Córdoba) els llocs de Frasquillo, la Caimanera i l'Angostura mostren abundant material lític, amb predomini de la tradició abriana.
A la Vall del Cauca, Palmira, Sauzalito i Recreos es trobaren percussors, martells de mà, còdols amb escotadures tabulars, maces, petites plaques aparentment usades per a preparar ocre i altres substàncies. Les dates d'aquest complex se situen entre 7670 i 3360 ae. Es considera que van ser elaborats per caçadors i recol·lectors adaptats a un ambient tropical la subsistència del qual es basava sobretot en la recol·lecció de plantes i secundàriament en la cacera de petits mamífers.
Els objectes d'obsidiana trobats a la plana de Popayán, que inclouen puntes de projectil elaborades amb aquest material, suggereixen contactes entre el sud de Colòmbia i Equador.
Algunes troballes al riu Guayabero (Orinòquia colombiana) obrin noves expectatives sobre l'antiguitat i les migracions dels primers humans a Colòmbia. A Araracuara, en plena Amazònia, es trobaren restes d'assentaments i pràctiques hortícoles, així com ceràmica del 2700 ae. Els descobriments més recents semblen indicar que les cultures agrícoles del sud i Centreamèrica s'originaren a les selves amazòniques; des d'allí s'haurien estés cap a la costa atlàntica colombiana i pacífica equatoriana, sobre el 4000 ae. Aquestes comunitats organitzades desenvoluparen l'agricultura intensiva i la vida en comunitat en llogarets; eren sedentàries i hàbils per al treball manual. Se'n trobaren petjades al riu Guayas a Equador.

## Cultures precolombines

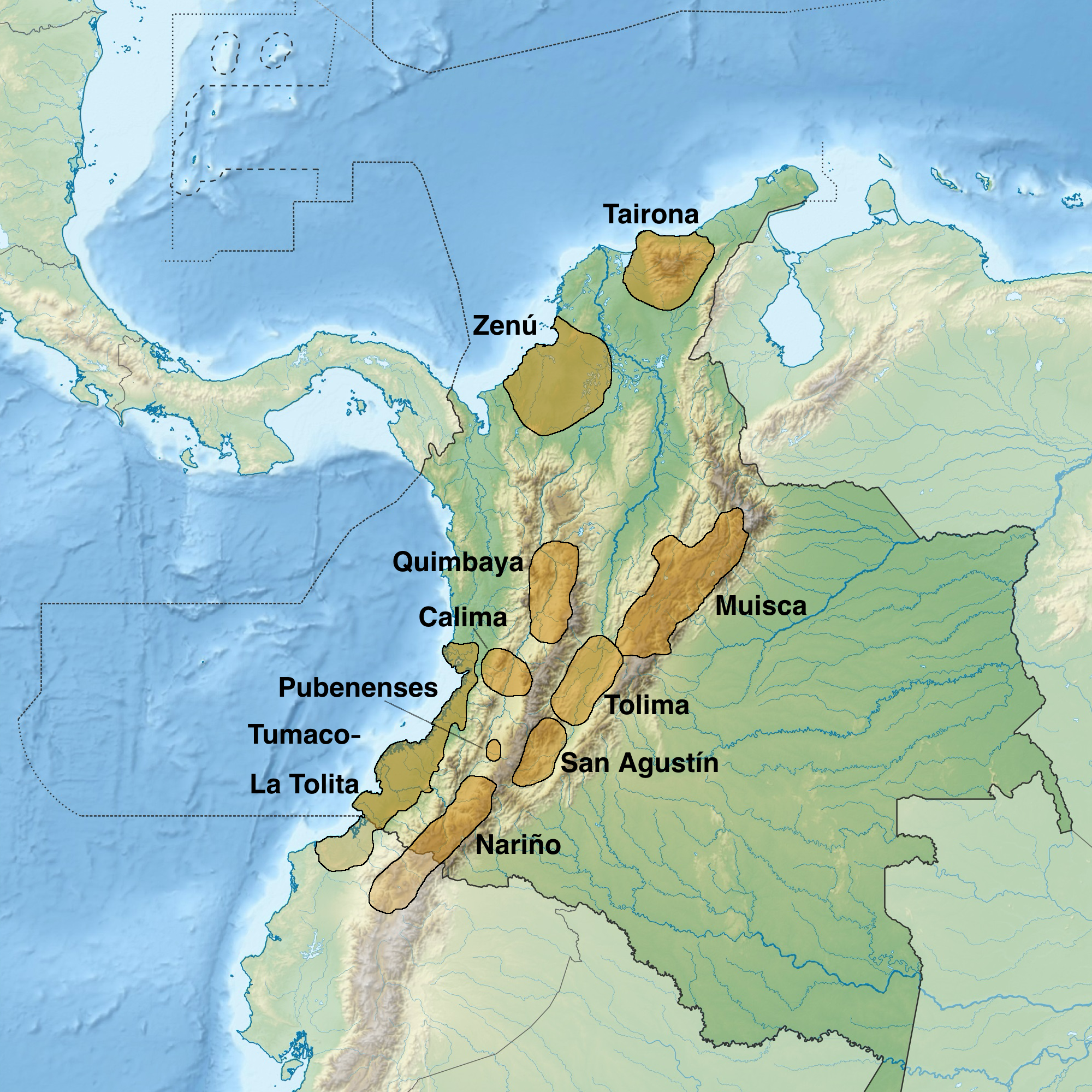
Cultures precolombines de Colòmbia

Els primers són els vestigis coneguts de cultura hortícola sobre el territori colombià: se situen a la zona d'influència dels Monts de Maria, que solquen els departaments de Bolívar i Sucre, a més d'un contrafort d'aquestes muntanyes cap al departament de l'Atlàntic, on també hi hagué petits assentaments relacionats amb tribus que es formaren sobretot a l'àrea denominada Puerto Hormiga, on s'han trobat atuells i terrisseria que situen aquesta cultura en el V mil·lenni ae. Aquestes comunitats s'anaren dispersant, i sembla que transvasaren els seus coneixements en pesca i terrisseria a la cultura Zenú, en la qual s'integraren en migrar al nord.
També a Araracuara, departament de Caquetá, aparegueren restes d'assentaments i pràctiques hortícoles, així com ceràmica del 2700 ae.
El lloc de Zipacón indica que els desenvolupaments agrícoles en l'altiplà cundiboyacense es remunten més enllà del 1320 ae; amb coexistència de la cacera i recol·lecció, juntament amb pràctiques agrícoles i terrisseria durant el període cultural Herrera.

### San Agustín i Tierradentro

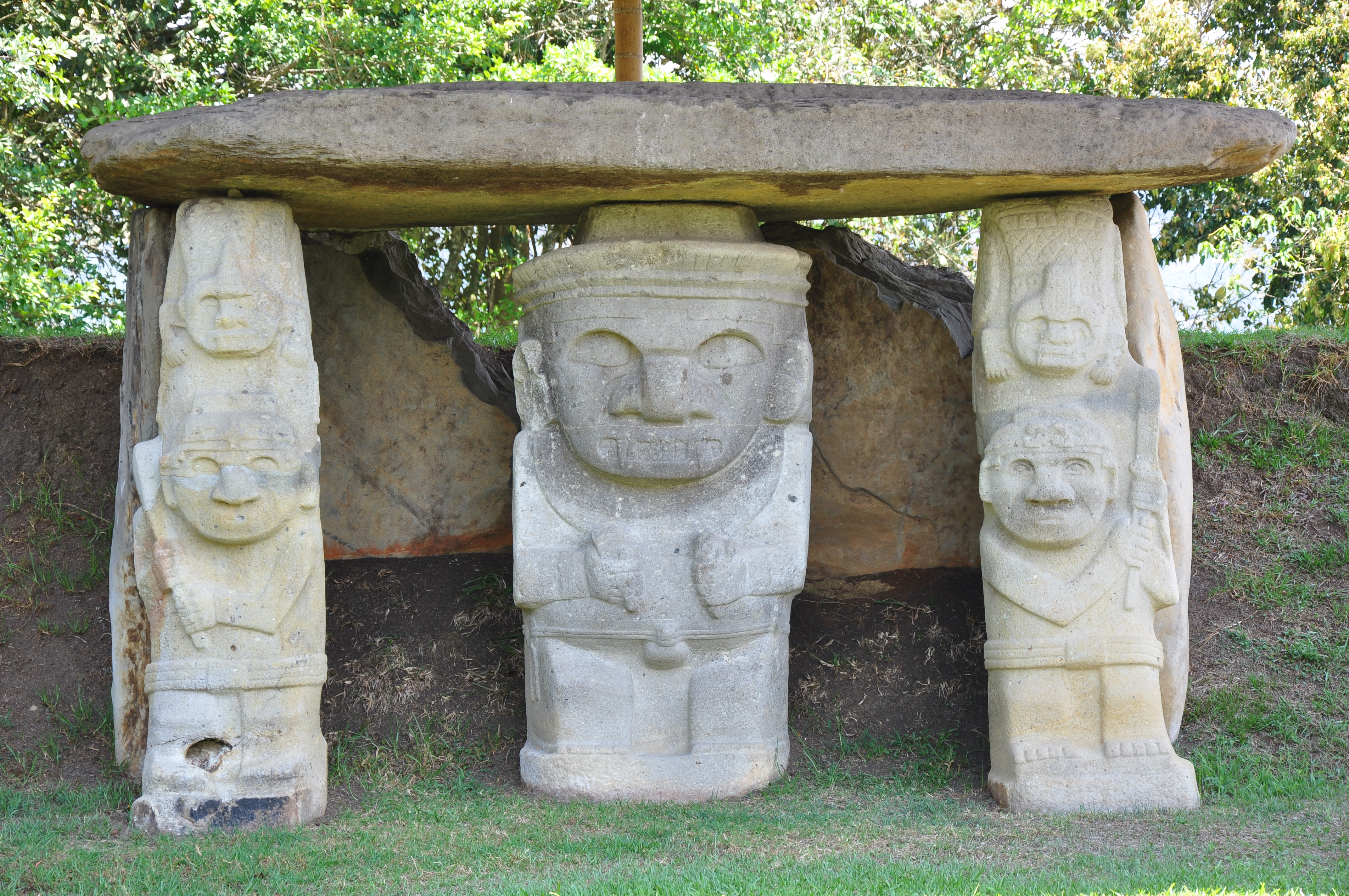
Parc arqueològic de San Agustín

La cultura San Agustín és tècnicament desconeguda, doncs el poble agustinià desaparegué abans de l'arribada dels espanyols. La Fuente de Lavapatas és una demostració de les habilitats escultòriques de la cultura agustiniana, doncs està situada sobre un congost i conté piletes esculpides a la roca, envoltades de figures zoomorfes i antropomorfes.
El bosc de les Estàtues és una àmplia esplanada plena de les millors expressions monolítiques i dolmèniques. En aquesta esplanada s'admira tant la senzillesa de certes estàtues com la preocupació per l'ornamentació i el detall d'altres, figures zoomorfes, amplis tocats, figures de pedres amb al·lusió a l'"Alter ego".
D'altra banda, la cultura de Tierradentro també feu contribucions a l'estatuària i la terrisseria, però aquesta s'endinsà més en l'assumpte de la vida i la mort. Els vestigis més tangibles en són els hipogeus que deixaren a Inzá, Cauca, on quasi el 80% de la zona és controlada per un abric a nom del Poble Nasa, aparent descendent dels habitants de Tierradentro. En aquests resguards es parla una llengua pròpia que pot descendir de la parlada pels Tierradentro.
Els Tierradentro construïen diverses classes de tombes, entre les quals algunes entren fins a vuit metres sota terra amb amplis salons ovalats o circulars a l'entorn d'una columna central. Aquests estan decorats amb figures zoomorfes i geomètriques.

### Els tairones

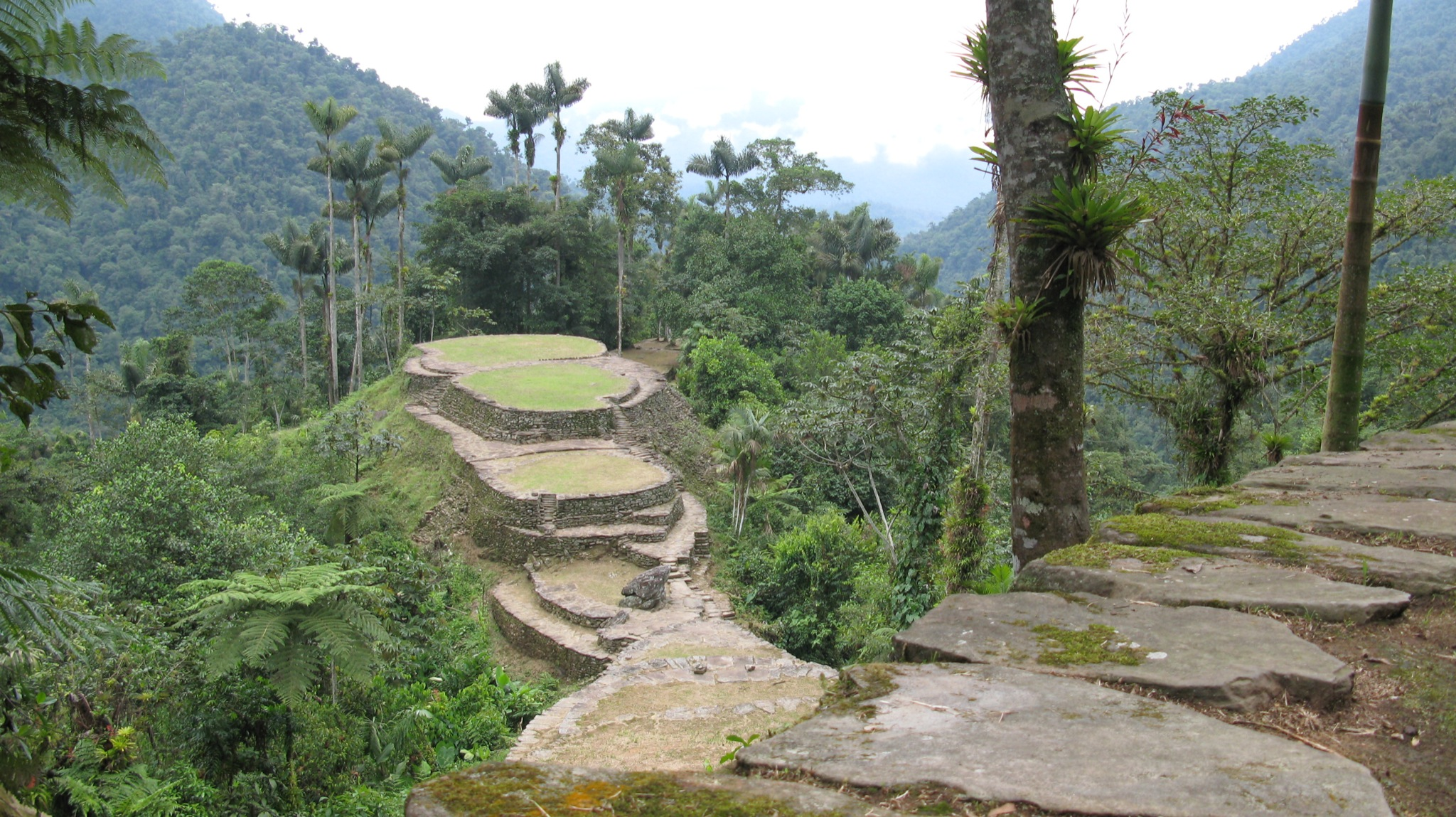
Ciutat Perduda

Els tairones poblaren la zona més septentrional de Colòmbia, exactament a la Serra Nevada de Santa Marta, on els pobles estaven comunicats per una xarxa de camins de pedra, i les cases eren de forma circular, sense finestres i amb teulades de palma de muntanya. Els tairones formaven una autarquia doncs els seus territoris comprenien diversos pisos tèrmics. Això els permeté una dieta variada, en la qual a més de cereals, consumien chicha i arepa. Per endolcir les begudes, usaven mel, que produïen en ruscs fets per ells. En l'àmbit fruiter, sobreïx la producció d'hortalisses, Annona muricata, pinya, alvocat i guaiaba. La seua principal font proteica era el peix obtingut del comerç amb altres pobles que vivien a prop de la mar.
Cada ciutat gran (uns 1.000 habitants) solia tenir un cacic, figura amb poques atribucions divines, que dins els límits de la seua ciutat complia funcions cerimonials, executives i judicials. Les institucions uniformes de la nació Tairona eren els sacerdots; respectats i fins i tot venerats, malgrat mancar d'autoritat executiva, influenciaven notablement en les decisions dels consells i regien la vida dels habitants sota els preceptes dels déus. Les ciutats també aportaven guerrers, a càrrec de consells formats per representants dels cacics de cada ciutat. En acabar l'entrenament, els soldats eren anomenats manicatos.
La llengua dels tairones, el tairona, pertanyia a les llengües txibtxa, de les quals també eren membres els muisques. Per això, entre els muisques i els tairones hi havia llaços culturals, i les relacions entre ells eren més fluides que en comparació amb altres com els Quimbaya. Quant als seus mites i tradicions, els tairones adoraven diversos déus, tot i que poc se'n sap, ja que no tenien llengua escrita i els cronistes de la colònia no es van endinsar a la serra. Els koguis i altres tribus, però, encara coneixen els mites cosmogònics de la seua cultura.
A l'àrea de l'orfebreria, els tairones coneixien tècniques com la cera perduda i l'ús de la tumbaga. També practicaven l'habilitat d'usar plomes per a adornar-se en les festes.
L'ocàs de la nació Tairona començà amb l'arribada de Rodrigo de Bastidas, el 1528, a la zona on habitaven, i al 1550 ja havien estat exterminats en un ampli percentatge. Entre els supervivents, alguns se'n refugiaren a les zones més altes de la muntanya, i altres formaren part del procés de mestissatge. Aquells que restaren a les parts altes de la serra encara sobreviuen, i formen els pobles kogui, arhuac i wiwa.

### Els muisques

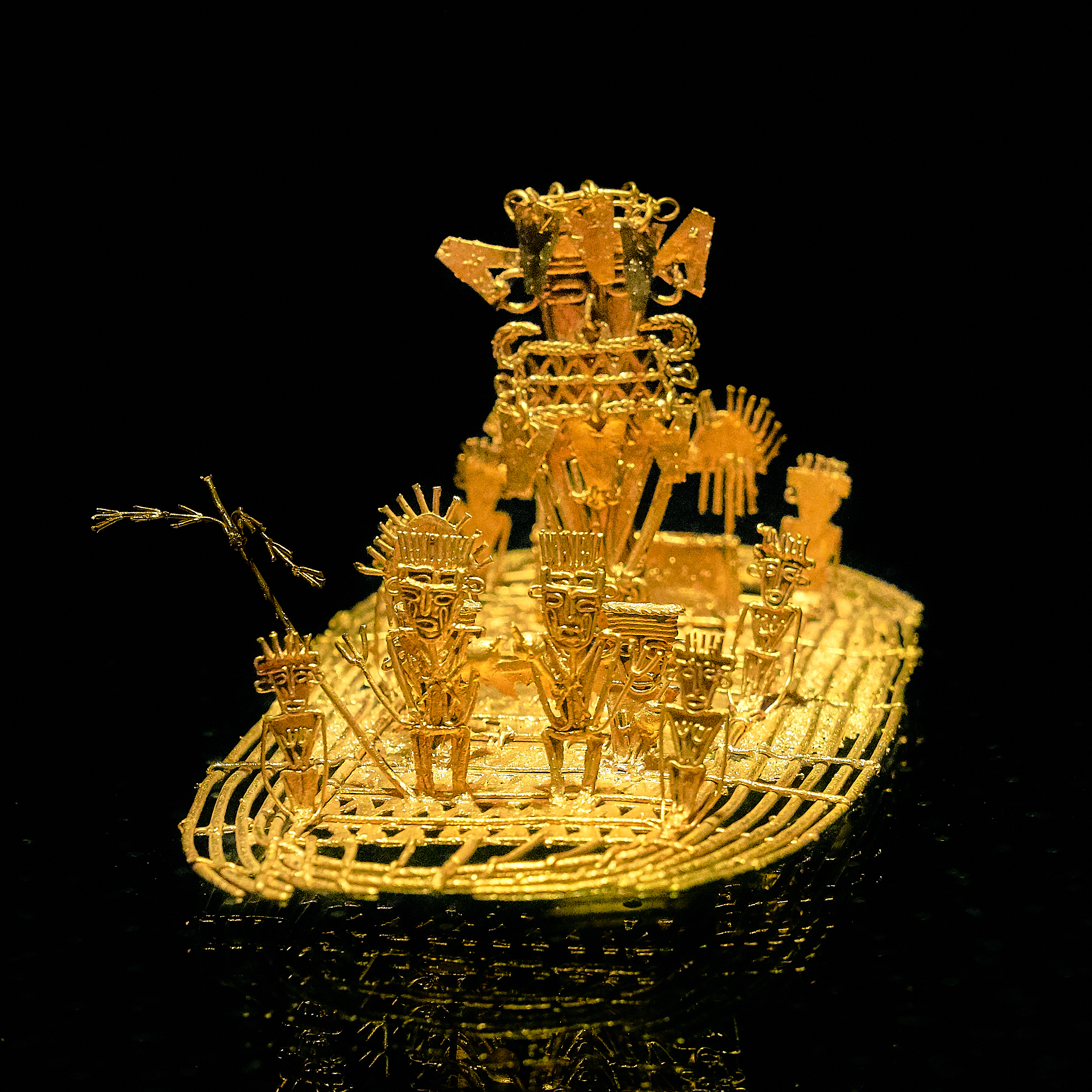
Bassa muisca

Al 1537, any de l'arribada dels invasors a l'altiplà cundiboyacence, els muisques devien ser prop d'1 milió, organitzats en 56 tribus. Era una cultura amb una estructura politicoadministrativa caciquista, coneguda com a Confederació muisca, amb un sistema uniforme de camins, llengua, imposts, religió i lleis. N'hi havia dues grans confederacions: la del zipa de Bacatá (Bogotà) i la del zaque d'Hunza, i Funza era la capital de la confederació de Bacatá. Cada poblat membre de la confederació pagava tribut al governant muisca (zipa o zaque) a canvi de protecció i mercat per als seus productes. A més tenien normes de control social i convivència com el codi de Nemequene.
També era tasca del governant la formació dels guerrers o güecha: els muisques s'organitzaven en forma d'exèrcit, doncs depenien directament dels grans senyors. En temps de guerra tots els uzaques, o senyors menors, es reunien amb el governant i hi prenien decisions.
La contribució dels muisques a la cultura colombiana és potser la més important. En destaquen jocs com el tejo (turmequé), inventat pels muisques, i al qual els espanyols li agregaren el detall de la pólvora. La mitologia muisca ha transcendit perquè Bogotà s'instituí com a capital del Nou Regne de Granada, i molts cronistes s'hi assentaren. Segons els muisques, entre els seus déus, els més importants eren Sua (el Sol), a qui erigiren el temple de Sugamuxi o Suamox (Sogamoso). Chia (la Lluna), i el seu temple al poble que hui porta aquest nom, és el segon en ordre d'importància. Altres personatges com Botxica no eren déus sinó herois. A més, els muisques són la nació que originà la llegenda d'"El Daurat".
Eren els únics productors de maragdes; monopolitzaren la mineria del coure, el carbó vegetal i mineral, i controlaven les mines de sal de Nemocón, Zipaquirá i Tausa. Les maragdes, la sal i el coure, necessaris per fabricar joies, les canviaven amb els pijaos i els panches, que vivien al sud; en bescanvi, aquests els donaven or, que tenien en abundància. Els boscs eren públics, igual que les llacunes, els erms i les ribes dels rius. A Bacatá, Chocontá i Hunza s'establiren tres grans mercats. Les fonts salades estaven envoltades de forns, que podien ser usats per tots per evaporar l'aigua i obtenir sal gemma. El seu mecanisme de redistribució funcionà paral·lelament al sistema de bescanvi. Els cacics captaven els excedents productius pels tributs, i en redistribuïen una part entre la població amb un fons de consum comú.

### Els quimbayes

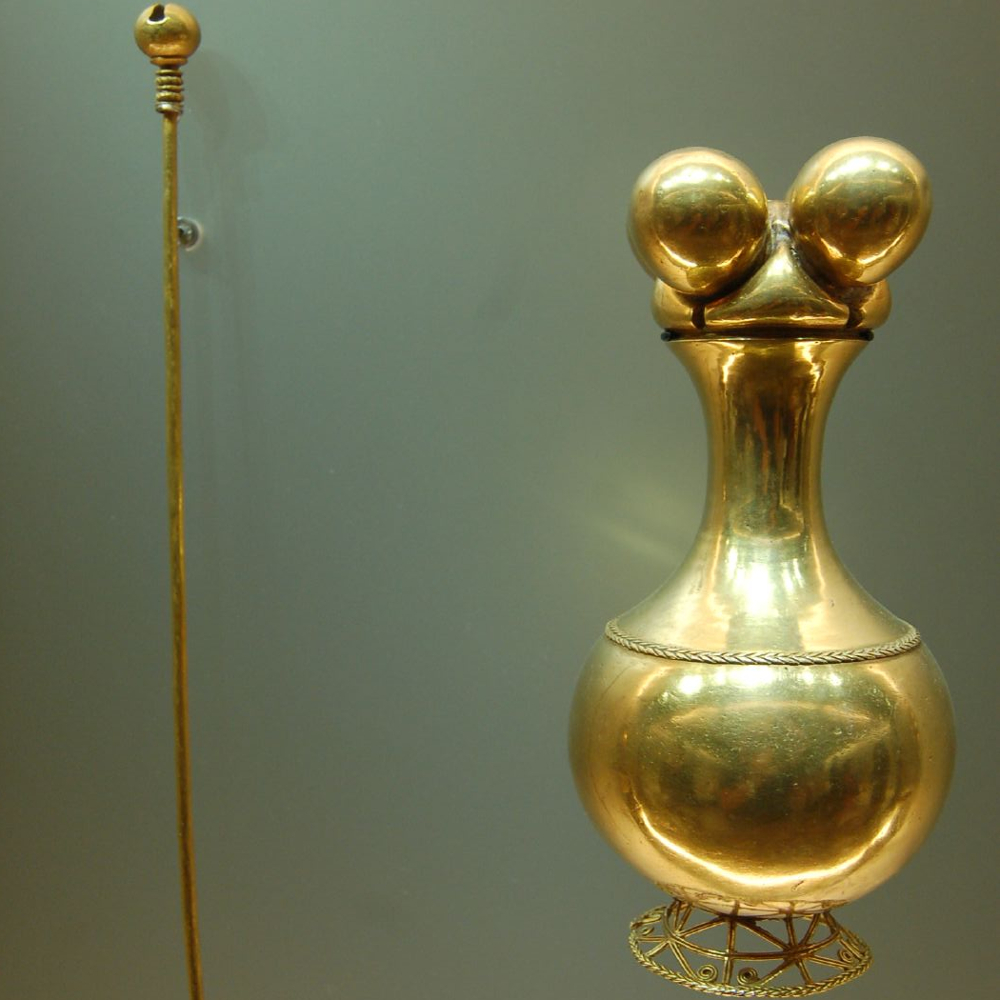
Poporo quimbaya

Els quimbayes vivien a la zona de l'actual eix cafeter, sobretot al Quindío. Són famosos per la seua habilitat de construcció amb bambusòidies, l'orfebreria i els seus guerrers. Vivien en barraques rodones de bambú amb sostres de palma, i foren els creadors del poporo quimbaya i el tresor dels Quimbayes.
Els quimbayes practicaven el mètode de tala i crema, que era compensat amb la sembra de guaduals, que a més de ser font de fusta, conservaven l'aigua i restablien els nutrients de la terra. També augmentaren la rotació de conreus, i eren experts a fer terrasses a les zones més costeres, així evitaven l'erosió. Els conreus més comuns eren els de dacsa, xirivia, fesol, pita i iuca. D'altra banda, recol·lectaven fruites i baies, sobretot de guama, pithaya, guaiaba, alvocat i abiu. A més recollien bresques silvestres per extreure'n mel, que consumien verge, i també en treien cera, que usaven per fer peces d'or amb la tècnica de model a la cera perduda.
Els quimbayes eren caçadors de tapirs, didelfimorfs, ossos formiguers i les preuades paques i cérvols. També perseguien guacamais, als quals plomaven, per usar les plomes com a decoració.
Les fonts salades de Consota, Cori, Coinza i Caramanta, les monopolitzaren els quimbayes, que controlaven el comerç del mineral a la zona de l'oest de la serralada Central. Aquesta salmorra s'evaporava per extraure'n la sal que usaven també per a la barata.

### Els Zenús

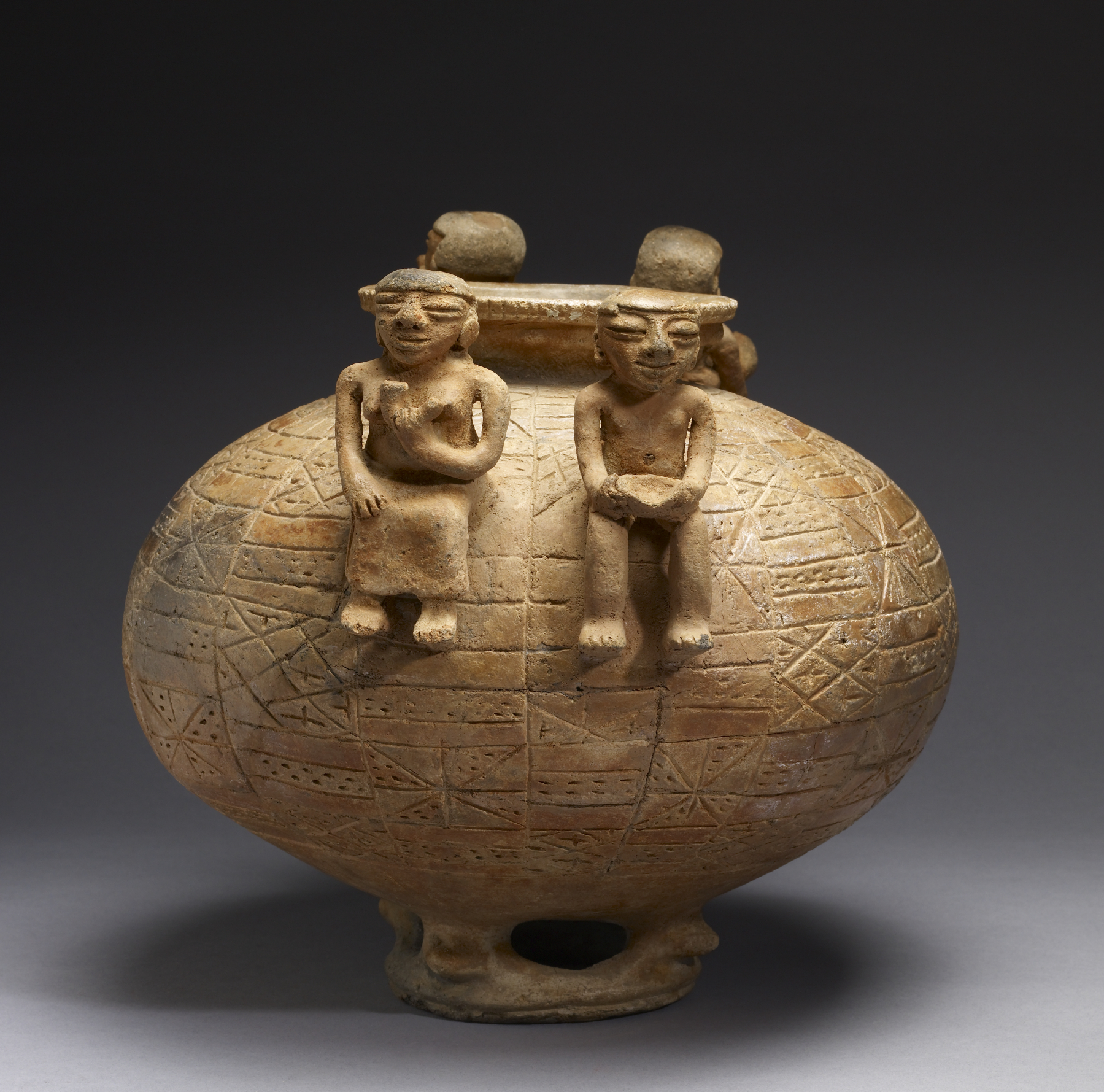
Olla de ceràmica sinú amb base anular i figures assegudes

En els actuals departaments de Sucre i Córdoba, hi hagué un poble anomenat zenú, que hi establí un govern centralitzat amb tres grans cacics: el de Panzenú, el de Zenufana i la gran Cacica de Finzenú. Les ciutats eren interdependents: Mexión, que rondava els 25.000 habitants, en la seva majoria teixien cistelles, barrets, viseres, motxilles, tapalls, mantes, hamaques i altres utensilis. Les motxilles i tapalls eren de cotó, que recollien, filaven, teixien i tenyien. Yapel, una mica més gran que Mexión, amb uns 30.000 habitants, era la ciutat de la terrisseria: hi fabricaven quasi tots els articles de fang del País Zenú. Finzenú era la capital del país i tenia al voltant de 70.000 habitants. A més de ser el centre de la vida administrativa i residència de la gran cacica dels zenús, era el centre productor de l'or zenú, doncs el riu Sinú li donava el mineral.
La interdependència de les ciutats es donava en l'exportació i importació dels seus productes; cap no n'era autosuficient, i això garantí l'estabilitat territorial zenú. Així i tot, cada zona tenia els seus espais d'agricultura que explotava independentment, i els poblats de les zones limítrofes controlaven la circulació de béns.
Els zenús aprofitaven el temps sec per cavar canals que drenaren l'aigua; doncs, a més de les freqüents pluges, la terra dels zenús era regada per cabalosos rius: el riu Sinú i la seua conca així com el Cauca i els afluents. Els zenús construïren una xarxa intricada de canals que unia les quatre ciutats i els pobles. Se sap que els zenús construïren una xarxa secundària de camins que vorejaven les muntanyes i les zones altes de les planes per connectar les ciutats i el camp durant les sequeres i les inundacions. A la zona de la depressió momposina es conserva el sistema hidràulic zenú.

### Cultura calima

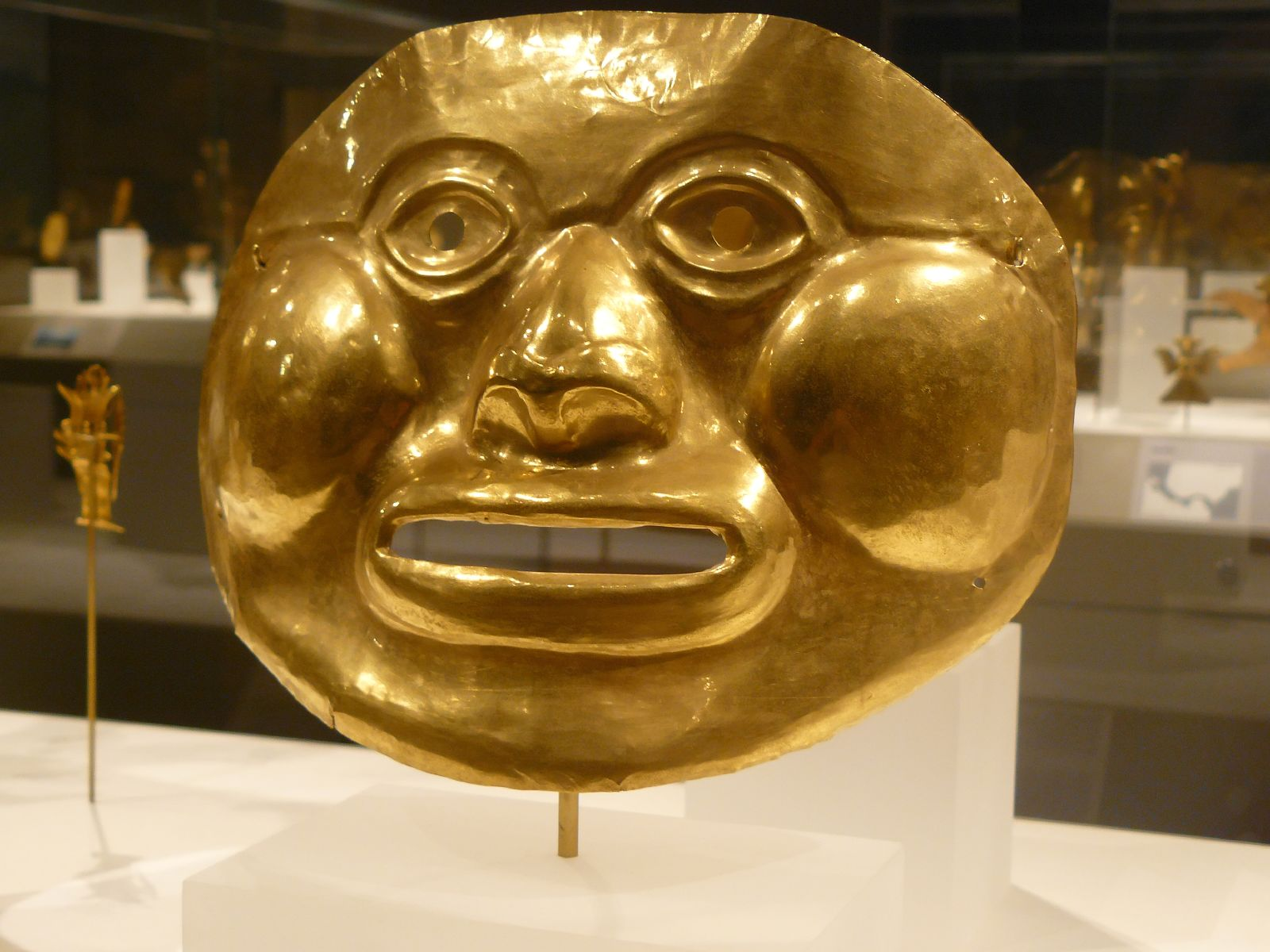
Màscara funerària ilama, tècnica d'or amartellat, de la cultura yotoco

La cultura calima és com els arqueòlegs han denominat l'assentament humà que poblà la zona d'influència dels rius Dagua, Calima i San Juan al departament de la Vall del Cauca, que habitaren entre l'holocé i el s. XV. De les excavacions efectuades al lloc s'han trobat utensilis, terrissa, orfebreria i tombes que denoten una gran activitat d'un poble que se situa dins de la família lingüística carib.
La història calima inclou diferents períodes, entre els quals hi ha la cultura yotoco, que es pot considerar l'evolució de la més antiga cultura ilama, i les seves ceràmiques daten de fa 3.500 a 2.000 anys.
L'acidesa del sòl de la zona ha evitat que es troben restes òssies dels antics habitants ilames o yotocos. Tot el que sabem se n'ha d'obtenir de restes arqueològiques ceràmiques, tèxtils i metal·lúrgiques.

### Cultura nariño

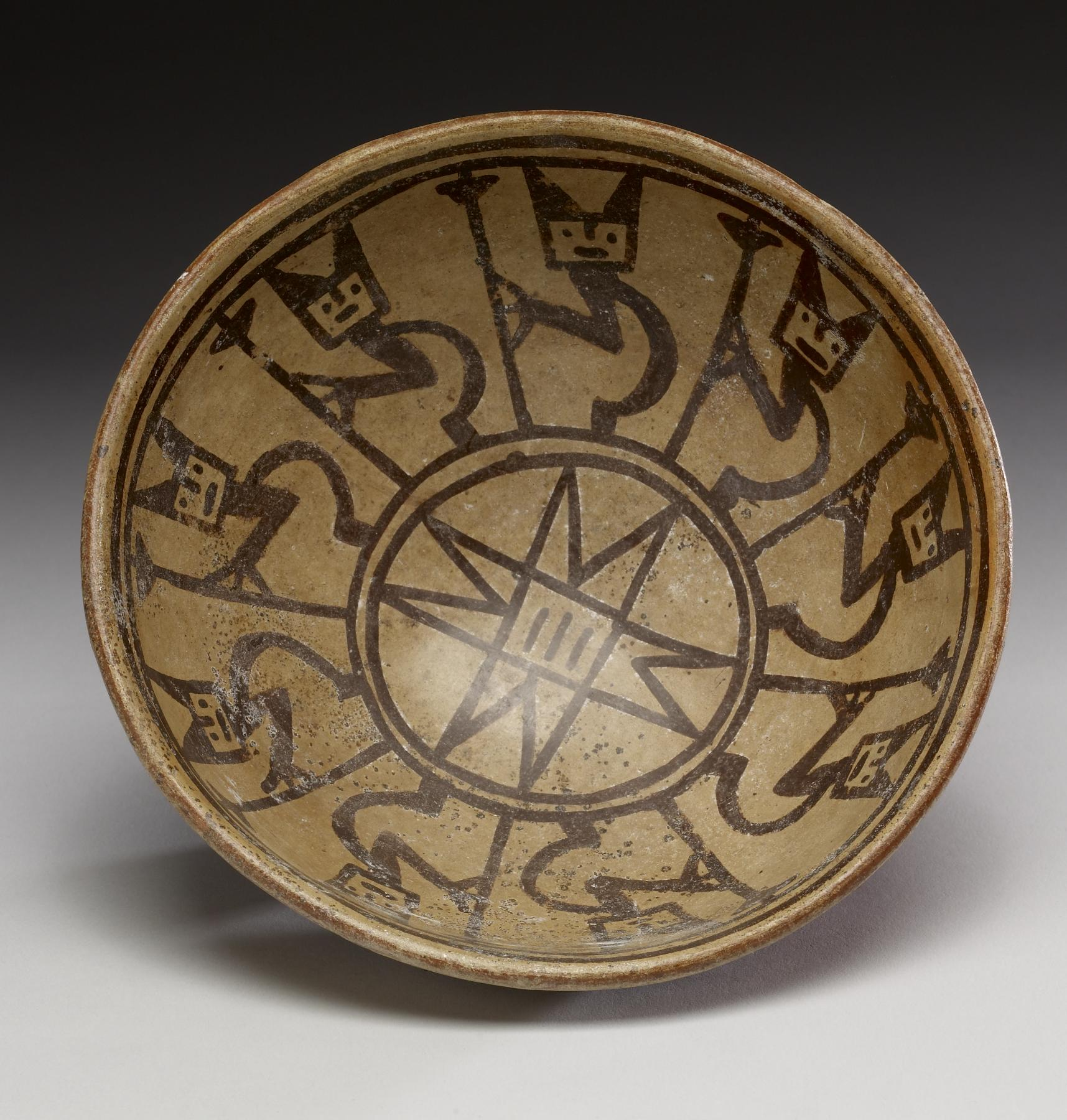
Nariño-Tuza

Visqueren al Massís colombià, a la banda occidental, un altiplà accidentat, situat a més de 3.000 metres d'altitud, proper a la frontera amb l'Equador; foren exterminats per l'expedició de Sebastián de Belalcázar; la seua terrisseria era propera als patrons artístics dels inques.
L'altiplà en aquesta part de la serralada té sòls fèrtils, formats a partir de cendres volcàniques. En aquesta zona hi ha els volcans: Chiles, Cumbal, Azufral, Galeras, Doña Juana, Patascoy. El paisatge és ondat, amb llomes baixes alternades amb foies.
S'hi han definit dos complexos ceràmics diferents. Capulí es troba datat a partir del s. XII, i Piartal-Tuza, entre el s. VII i XVI. Les troballes de Capulí apareixen al municipi d'Ipiales. Els enterraments són molt fondos, de 22 a 40 m de pou vertical redó i cambres laterals, individuals o col·lectives. Els cossos es col·loquen estesos sobre estores teixides amb fibres vegetals. Els recipients funeraris difereixen notòriament dels atuells de ceràmica d'ús quotidià, doncs són treballats finament i decorats amb pintures negatives negre/roig. Hi predominen els motius geomètrics. Les peces més comunes són copes de pedestal alt amb moltes formes, i n'hi ha copes dobles i triples. També són comuns els atuells globulars decorats amb figures d'animals a la vora. En les tombes del conjunt Capulí hi ha també destrals de pedra polida sense traces d'ús. És freqüent trobar també caragols marins de la costa del Pacífic.
D'altra banda, el coneixement que es té del conjunt Piartal-Tuza és molt més complet que en el cas de Capulí. El territori que mostra restes d'aquesta època és ampli, i s'hi han efectuat recerques formals. Els vestigis trobats estan datats d'entre els s. VII i XVI.

### Cultura tumaco

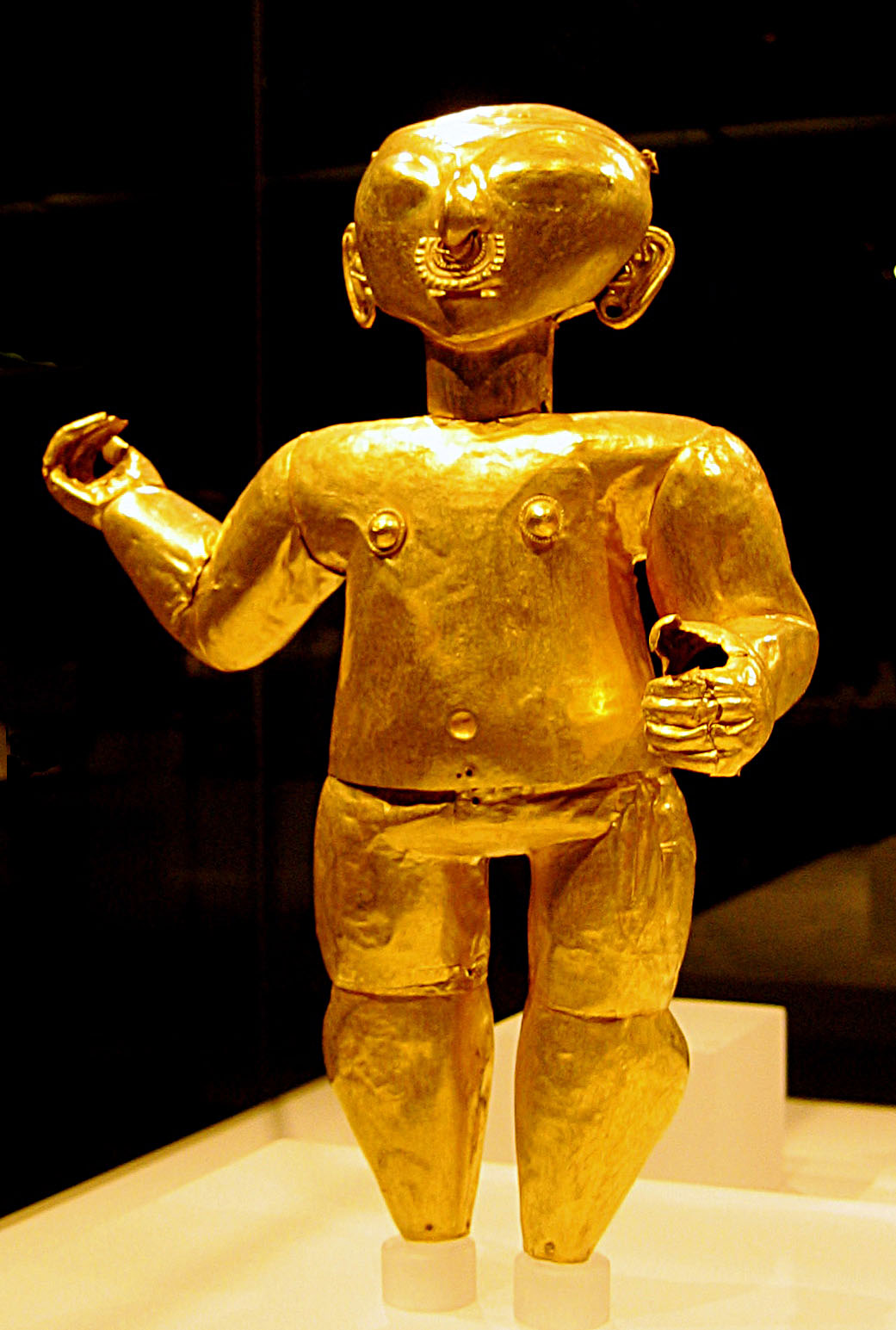
Figura d'or de la cultura de Tumaco-La Tolita

Visqueren entre el segle vii aC i el s. IV, a les planes inundables i als manglars de la costa del Pacífic, societats de llauradors, pescadors, recol·lectors de fruits marins i caçadors que treballaren els metalls. Al segle xviii Juan de Santa Gertrudis identificà les primeres peces de la que seria anomenada cultura tumaco. L'àrea d'influència s'estén també, a més del departament de Nariño, a les províncies d'Esmeraldas i Manabí a Equador.
Veïns de la cultura nariño, hi tenen, però, importants diferències: s'especialitzaren en terrisseria, ricament decorada. La cultura tumaco fou definida inicialment per les troballes d'alguns conjunts ceràmics trets del seu context. En realitat representen un conjunt de diverses cultures en un període de 2.500 anys. La costa de l'oceà Pacífic de Colòmbia és encara, al començament del segle xxi, quasi inexplorada.

### Altres cultures i tribus
Els pobles Calamarí, Carrex, Bahaire, Cospique, Mocaná, que vivien en la zona que hui ocupa Cartagena d'Índies, en poblaven l'actual centre històric, a l'illa de Terra Bomba, l'illa de Barú, i l'actual zona industrial de Mamonal, respectivament. Foren exterminades després de la batalla de Yurbaco (Turbaco), també anomenada de Guazabara, per l'invasor espanyol Pedro de Heredia.

### Relacions interculturals
L'idioma muisca pertanyia a les llengües txibtxa, la qual cosa permetia als muisques mantenir relacions amb els barís, i els tairones, membres d'aquest mateix grup lingüístic.
Algunes tècniques dels muisques s'exportaren a la cultura tairona, tot i que als tairones també se'ls considera exportadors de tècniques d'orfebreria i filats. La majoria d'obres muisques semblen tosques i mal acabades, tot i que la qualitat de l'or era superior, i les tairones n'eren tècnicament perfectes. Els muisques, en aprendre la tècnica de la cera perduda, milloraren l'estètica de les seues obres, i pràcticament abandonaren el mètode del repussat directe, que a més d'inexacte restava vida útil a la peça, perquè n'augmentava el risc d'esquarterar-se i també restringia les obres a làmines, ja que repussar sobre l'or brut és quasi impossible. Els tairones, en aprendre mètodes com la immersió de la peça en aigua, milloraren la qualitat del material i la bellesa de l'ornament.
Els tairones inventaren la rebosteria, doncs la dacsa de Serra Nevada era massa dura per menjar, i pastant-la era més fàcil de coure. Aquesta tècnica fou després millorada per la cultura zenú, els territoris de la qual eren millors per al conreu de la dacsa; actualment es considera que els departaments de Córdoba i Sucre (zona de influència zenú) són els creadors d'aquesta recepta.

## Línia del temps de la prehistòria d'Amèrica
Línia superior: correspondència amb les migracions